# Federico Macheda

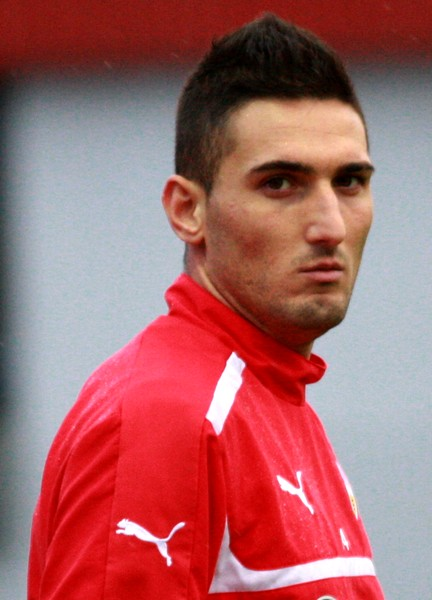
Federico Macheda v roce 2013

Federico Macheda (italsky vyslovováno [fedeˈriːko maˈkɛːda], * 22. srpna 1991 Řím) je italský profesionální fotbalista, který aktuálně hraje za FC Novara.

## Kariéra
Jeho fotbalová kariéra začala již v jeho útlém věku, v lokálním klubu zvaném Lazio. Avšak už ve svých 16 letech se stal členem fotbalového klubu Manchester United. Profesionálním fotbalistou se stal v roce 2008, kdy uzavřel smlouvu s FC Manchester United a to ještě předtím, než byl poprvé umístěn do sestavy na zápas. Jeho první zápas za Manchester se uskutečnil až v dubnu roku 2009. Pár let strávil jako člen tohoto týmu, avšak v roce 2011 na jednu sezónu nahradil hráče Antonia Cassana v italském týmu Sampdoria. Svůj první gól za tento tým uskutečnil při zápase proti též italskému klubu Udinese. Po skončení sezóny se opět vrátil do svého domácího klubu v Anglii, Manchesteru United. V prosinci roku 2016 podepsal Federico kontrakt na 18 měsíců s italským fotbalovým klubem Novara.

## Osobní život
Federico v jednom z rozhovorů přiznal, že jeho život už je zcela jiný od okamžiku, kdy dal svůj první gól za Manchester United v roce 2009. Vyrůstal v italské čtvrti Ponte di Nona, kterou sám nazval "bláznivá oblast Říma". Jeho rodiče ho v jeho fotbalové kariéře velmi podporovali a snažili se mu dopomoci k tomu, aby si mohl splnit sen a stát se profesionálním fotbalistou. Jeho otec kvůli tomu dokonce po nocích pracoval jako noční hlídač, aby si mohli dovolit Federica dostatečně podpořit. Jakmile uzavřel smlouvu s Manchesterem a odjel do Anglie, tak mu dost dlouhou dobu trvalo, než si zvykl na místní klima, se kterým dlouho zápasil. A v červnu roku 2009 se jeho dům stal cílem zlodějů, kteří se mu brzy z rána vkradli do domu v Manchesteru a odcizili mu nemalé množství peněz a šperků.